# Секач
Сека́ч (от глагола «сечь») — рубяще-режущий инструмент, тяжёлый нож с широким топоровидным клинком.
Секач по своей конструкции напоминает гибрид топора и ножа. Ножища кухонный, мясничий: косарь, секач; Секач делает переход от ножа к топору. В Камчатском крае — батас.

## Виды
Некоторые квалифицируют следующие виды секача:
- Секач поварской (кухонный)
- Секач садовый
- Секач конюшенный (ковочный)
- Секач как оружие

### Секач поварской (кухонный)
Используется для разделки пищи: мяса, туш животных, овощей, корнеплодов и так далее. Традиционный основной инструмент китайских поваров.

#### Общая информация
Средняя общая длина — 25 — 30 см, но встречаются экземпляры 50 см и более. Увеличение общей длины происходит в основном за счёт удлинения ручки. Общая масса колеблется в пределах от 1 до 2 кг, в зависимости от размеров и конструкционных материалов. Некоторые экземпляры могут достигать 3 кг и более.

#### Клинок
Длина клинка обычно 15 — 20 см, но встречаются и более длинные экземпляры. Толщина клинка — около 8 — 12 мм. Встречаются модификации с толщиной 5 — 7 мм, обычно это длинные (более 30 см) экземпляры. Угол заточки лезвия 15° — 30°, иногда до 45°, в зависимости от предназначения. Лезвие бывает как прямое, так и слегка выгнутое.

#### Обух
Обух не топоровидный, напоминает обух однолезвийного ножа. Иногда расширяется к концу (повышение линии обуха), для смещения центра тяжести, образуя своеобразную «пятку». В верхнем незаточенном углу обычно делают отверстие для подвешивания инструмента на крюк.

#### Рукоять
Обычно образуется из хвостовика, который составляет одно целое с клинком (как у ножа) и накладок, посаженных на хвостовик.

### Секач садовый
Применяется для обрубания сучьев, срезания веток. По своему строению и форме ближе к мачете, чем к топору. Лезвие обычно прямое в начале, на конце загибается вперёд, образуя серповидную форму. Вес меньше чем у поварского (до 1 кг, чаще всего 400—600 гр).

### Секач конюшенный
Входит в набор ковочного инструмента, используемого на конюшнях. Этим секачом обрубают сильно отросший твердый копытный рог. По виду напоминает полоску стали, насаженную на рукоять и заточенную с одной стороны. Общая длина — около 30 см.

### Секач как оружие
Китайские солдаты использовали на поле боя так называемые «конский секач» для отрубания ног живым лошадям вражеской кавалерии. Это оружие использовалось исключительно пешими воинами. Как и прочие варианты секачей, «конский секач» характеризуется короткой ручкой и большим клинком.